# Realtek
Realtek Semiconductor Corp. (chineza tradițională: 瑞昱半導體股份有限公司), este un designer de plăci de rețea, și plăci multimedia (cum ar fi plăci audio) situat în Hsinchu, Taiwan, fondat în octombrie 1987.